# Castelo Novo

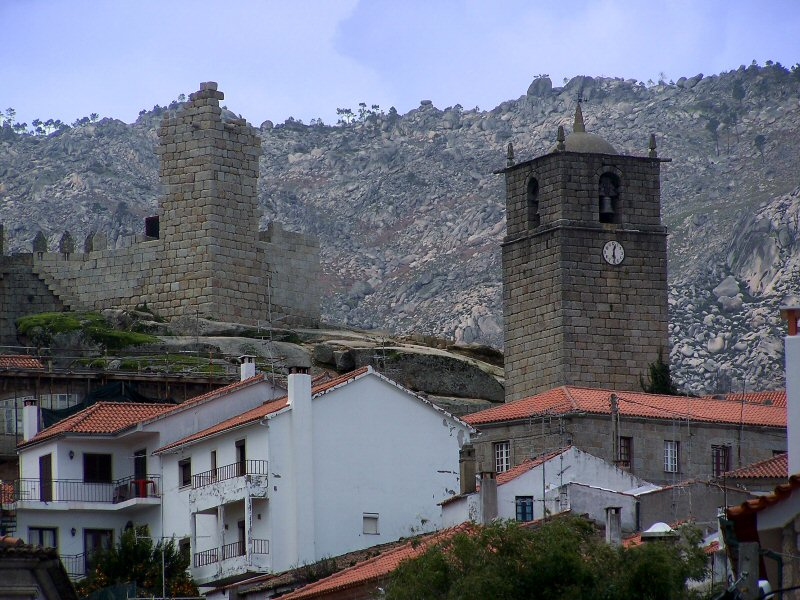
Burg von Castelo Novo (Teilansicht)

Castelo Novo ist eine Gemeinde (Freguesia) im portugiesischen Kreis Fundão. In ihr leben 353 Einwohner (Stand 19. April 2021). Der Ort gehört zu den zwölf historischen Dörfern, den Aldeias Históricas.

## Geografie
Etwa 700 Meter hoch in der Serra da Gardunha gelegen, ist der Ort 15 km südlich von der Kreisstadt Fundão entfernt.

## Geschichte

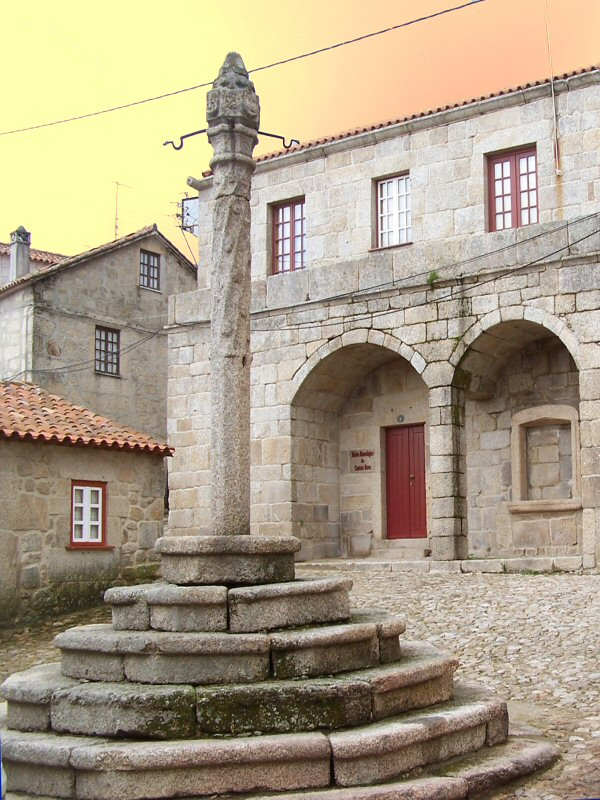
Schandpfahl (Pelourinho) von Castelo Novo

Seit der Jungsteinzeit besiedelt, sind nur wenige Spuren seiner späteren Bewohner geblieben, darunter steinerne Anlagen zur Wein- und Olivenölpresse aus dem 7. Jahrhundert, die vermutlich auf römische Anlagen zurückgeht, möglicherweise auch arabischen oder erst westgotischen Ursprungs ist. Seit 1208 ist der Ort unter seinem heutigen Namen dokumentiert. Die gelegentlich verbreitete These, Gualdim Pais habe hier bestehende Festungsreste verstärkt und den heutigen Ort gegründet, ist nicht belegt. 1290 errichtete König D.Dinis die verfallende Burg neu. Der Christusorden hatte in seiner Frühphase zwischenzeitlich hier seinen Sitz.
1510 erneuerte König Manuel I. die Stadtrechte (Foral) des Ortes, nachdem er die Burganlagen erneuern ließ. Bis 1835 war Castelo Novo Sitz eines eigenständigen Kreises (Concelho), um dann zum Kreis von Alpedrinha zu gehören. Seit dessen Auflösung 1855 gehört der Ort zum Kreis Fundão.

## Kultur und Sehenswürdigkeiten

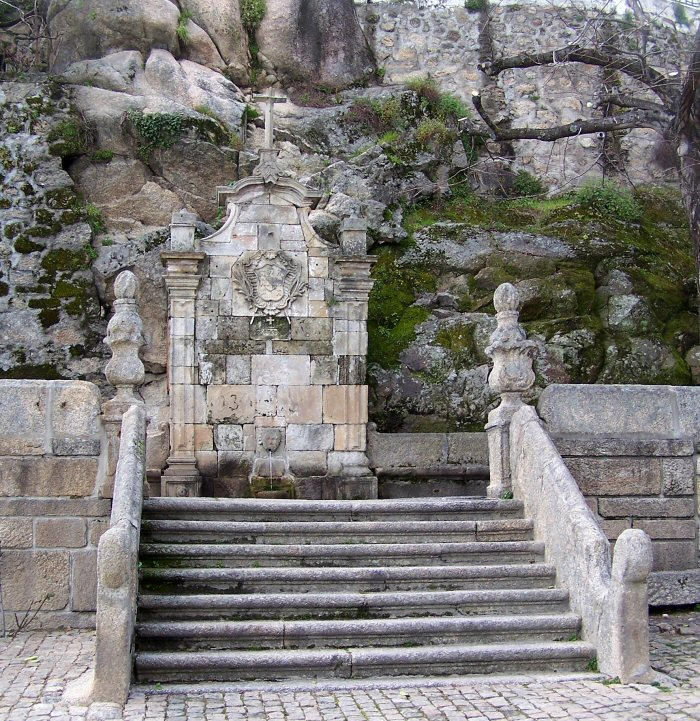
Der Brunnen Chafariz da Bica in Castelo Novo

Unter seinen zahlreichen geschützten Baudenkmälern sind Sakralbauten, Herrenhäuser, Brunnenanlagen und sein Bahnhof der Linha da Beira Baixa. Insbesondere die Burganlage aus dem 13. Jahrhundert ist hier zu nennen. Einige Herrenhäuser des Ortes sind nach Gründung der staatlichen Aldeias Históricas-Initiative in Einrichtungen des Turismo rural umgewandelt worden, etwa das denkmalgeschützte Haus Casa de São Mateus (auch Casa de Castelo Novo).